# 精神病性障碍
精神病性障碍又称精神分裂症谱系障碍，不致歧义时也可俗称“精神病”（psychosis），是一组以精神病性症状（这类症状也俗称“精神病”）为典型病症的精神障碍的统称，以精神分裂症为代表。精神分裂症也是这组疾病中最常见的疾病、这个谱系中最严重的一端。世界卫生组织在《国际疾病分类》第11版（ICD-11）中将这组疾病具体称作精神分裂症或其他原发性精神病性障碍，美国精神医学学会在《精神障碍诊断与统计手册》最新版（DSM-5-TR，2022）中具体称作精神分裂症谱系及其他精神病性障碍。
根据ICD-11编码顺序，这组疾病包括精神分裂症、分裂情感障碍、分裂型障碍（在DSM-5-TR中也称分裂型人格障碍，既归于精神分裂症谱系障碍又归于人格障碍）、急性短暂性精神病性障碍、妄想性障碍等几种具体疾病。由于精神病性体验具有连续性，故常被学者称作精神分裂症谱系（障碍）。根据DSM-5-TR中的疾病名称，从谱系的轻度一端编码至最严重的一端，分别是分裂型（人格）障碍、妄想障碍、短暂精神病性障碍、精神分裂症样障碍、分裂情感性障碍与精神分裂症（除精神分裂症样障碍为DSM特有以外，其他疾病与ICD-11基本只有名称的区别）。
精神病性症状是这组疾病共通的临床表现。在精神病性障碍大类中，有三种障碍属于中国国家卫健委定义的六种严重精神障碍，分别是精神分裂症、分裂情感性障碍与偏执性精神病（即妄想性障碍）。

## 疾病分类

### 急性短暂性精神病性障碍
急性短暂性精神病性障碍（英語：psychotic disorders）是一类急性发作、病程短暂的精神病性综合征。

### 精神分裂症样障碍
精神分裂症样障碍（英語：schizophreniform disorder）的诊断要求符合精神分裂症的核心特征，但症状只需持续1~6个月。

## 症状
最轻度的精神分裂症谱系障碍的症状包括注意和工作记忆缺陷等，这种轻度症状一般不会导致交流、思维、社交等的困难，不构成任意一种疾病的诊断。更严重的症状则通常包括阳性症状（妄想、幻觉、思维瓦解、紊乱或紧张症行为等）与阴性症状（情感受限、意志减退等）。这组障碍的个体，尤其是精神分裂症患者，也常伴有认知缺陷。